# اچ‌ام‌اس سراپیس (۱۷۷۹)
اچ‌ام‌اس سراپیس (۱۷۷۹) (به انگلیسی: HMS Serapis (1779)) یک کشتی سلطنتی نیروی دریایی دو طبقه و رده پنجم کلاس ریبوک بود که طول آن ۱۴۰ فوت (۴۳ متر) بود. این کشتی در سال ۱۷۷۹ ساخته شد.